# Eisenbahnmuseum Ambarawa

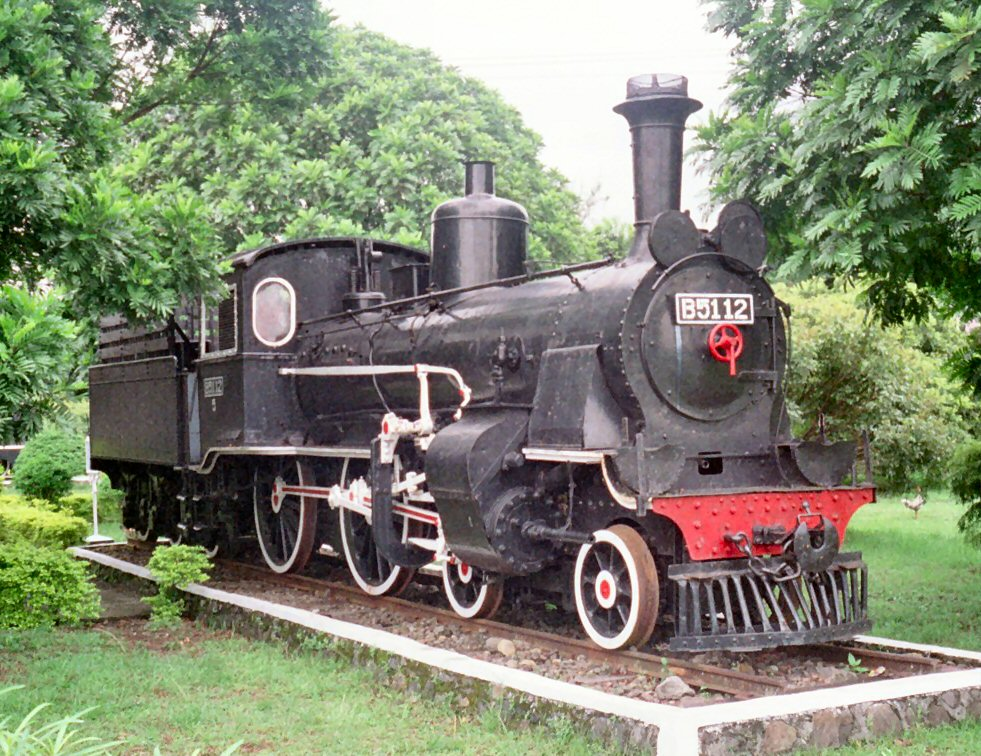
Lokomotive im Eisenbahnmuseum

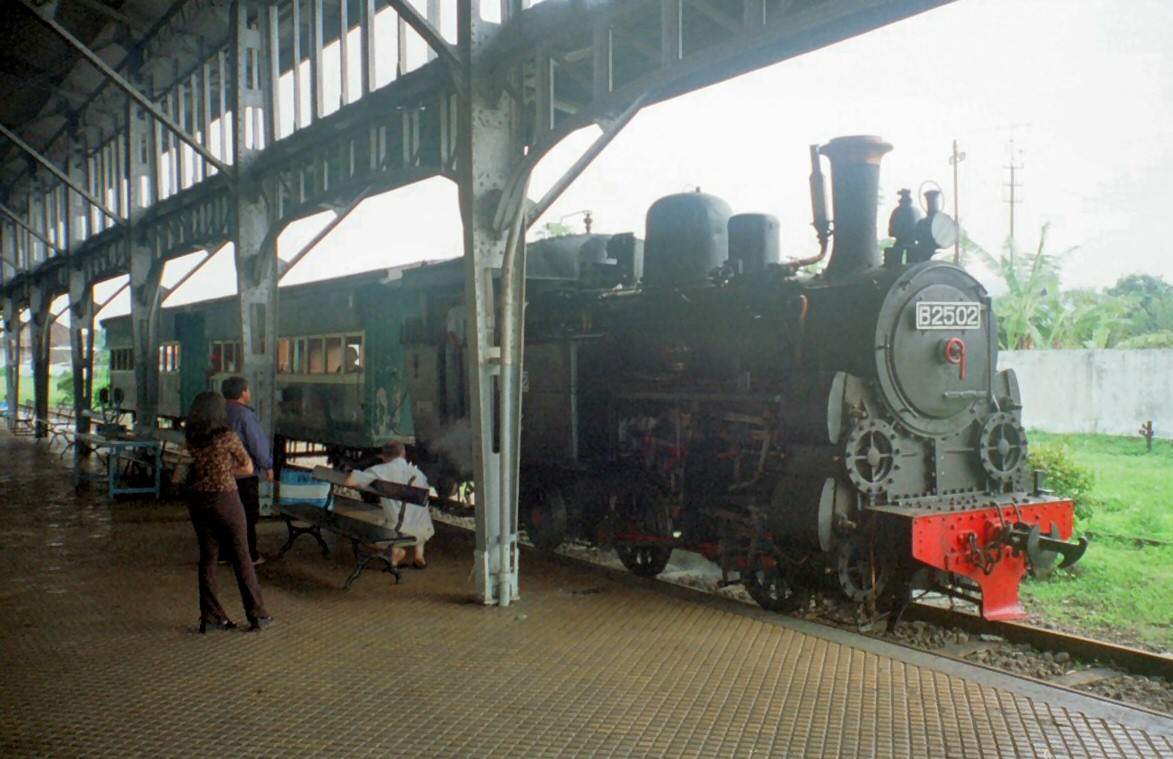
Lokomotive B2502 am Bahnsteig in Ambarawa

Das Eisenbahnmuseum Ambarawa (Indonesisch: Museum Kereta Api Ambarawa) befindet sich in Ambarawa in Indonesien.

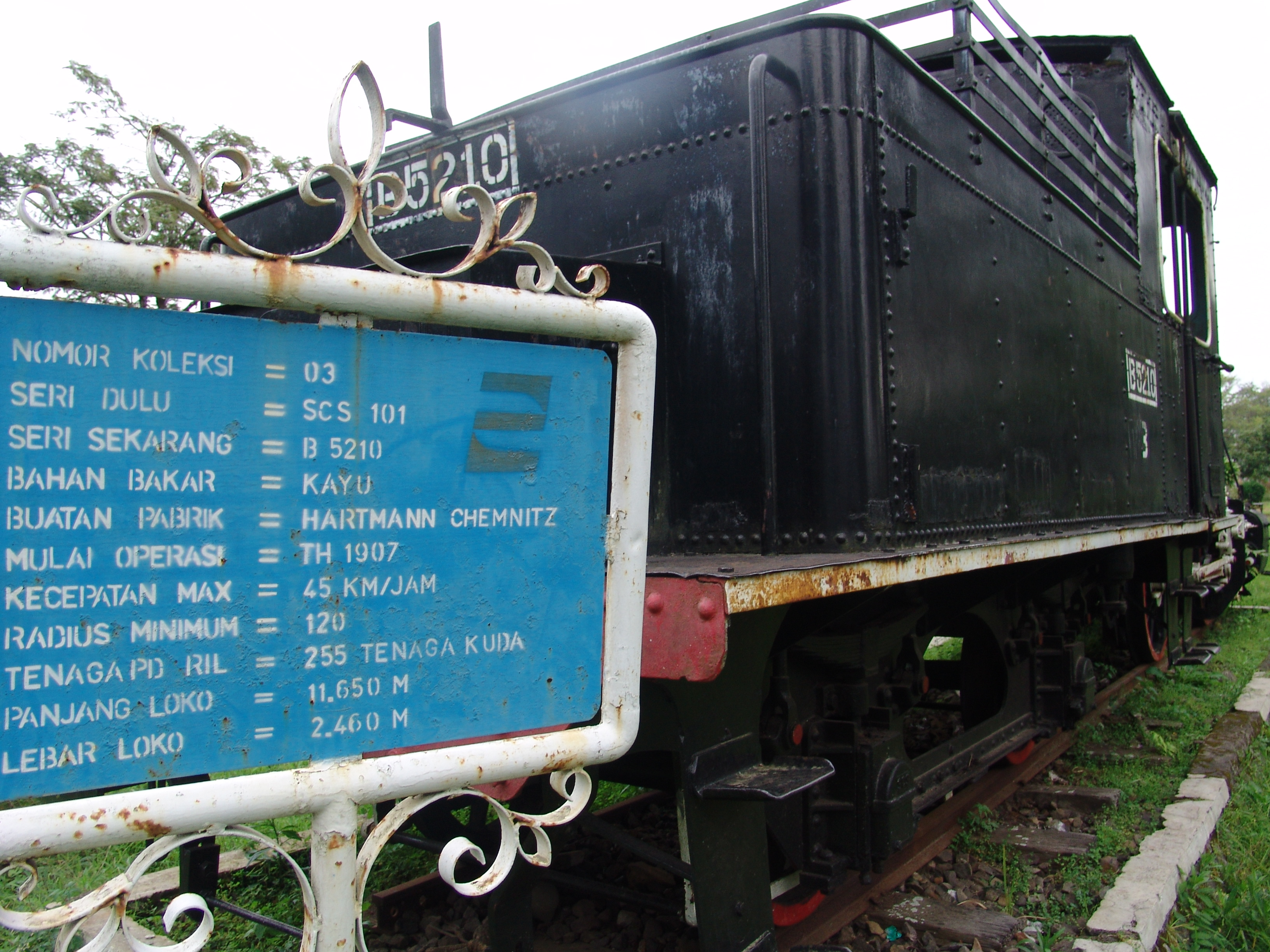
Eisenbahn deutscher Herkunft

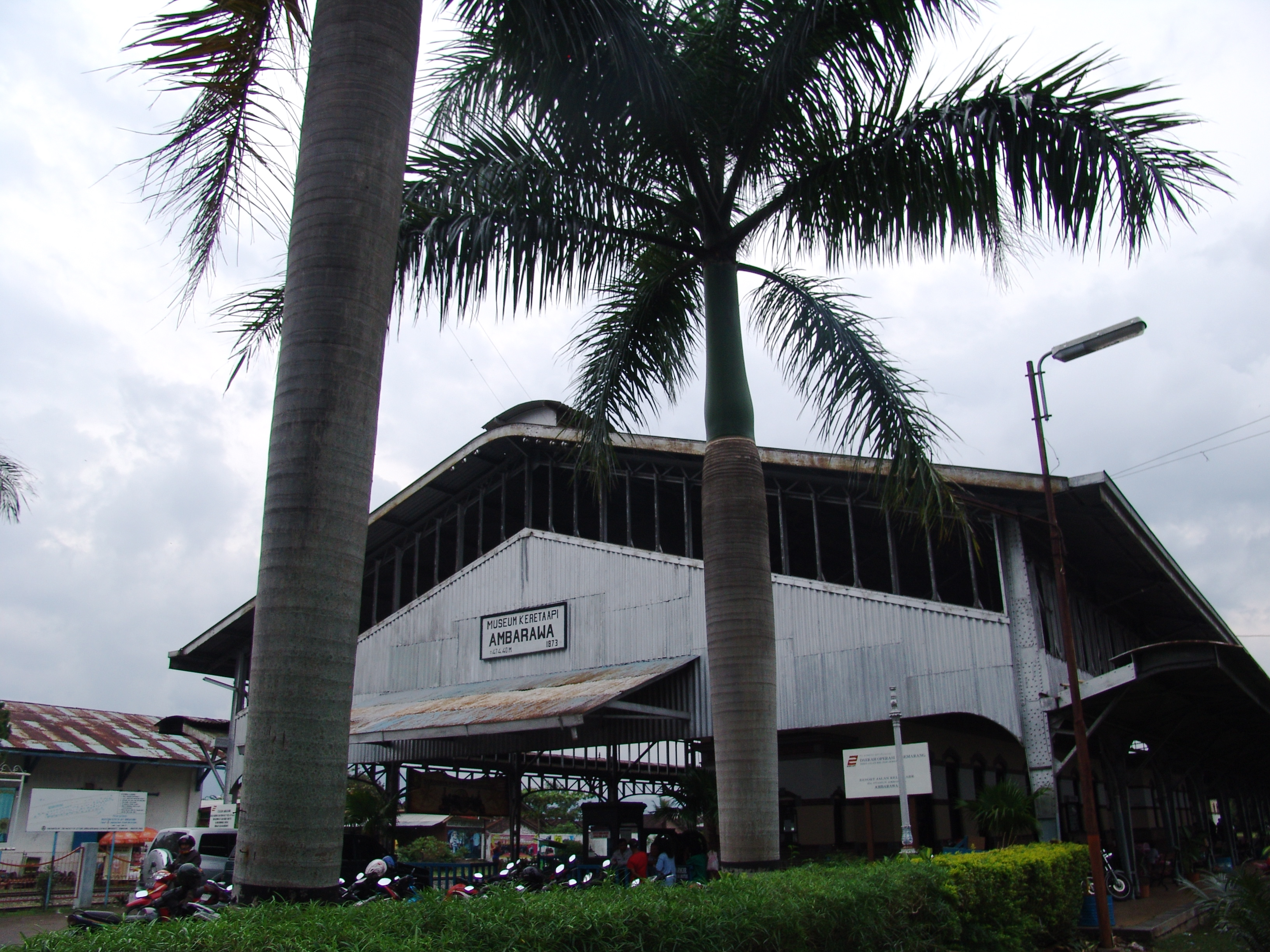
Bahnhof Ambarawa

Das Museum wird von der größten öffentlichen Eisenbahngesellschaft Indonesiens betrieben, der staatseigenen PT Kereta Api Indonesia. Es beherbergt eine Sammlung von 22 historischen Lokomotiven. Der ehemalige Bahnhof ist Ausgangspunkt einer Anfang der 1970er Jahre zunächst stillgelegten, ab 1976 jedoch reaktivierten Strecke nach Bedono, die etwa zur Hälfte wegen ihrer Steilheit als Zahnradbahn ausgeführt ist.
Während der niederländischen Kolonialzeit war Ambarawa ein bedeutender Militärstützpunkt. Aus diesem Grund wollte der niederländische Staat während der Herrschaft von König Willem I. eine Bahnstation bauen, um Truppen nach Semarang verlegen zu können. 1873 wurde der Bahnhof Ambarawa auf einer Fläche von 127.500 m² Land gebaut.
Die Blütezeit des Bahnhofs Ambarawa, auch bekannt als "Bahnhof Willem I.", endete mit der Stilllegung der Bahnstrecke Ambarawa – Kedungjati – Semarang.
1976 wurde auch die Bahnstrecke Ambarawa – Secang – Magelang stillgelegt.
Mit der Stilllegung des Bahnhofs Ambarawa beschlossen der Gouverneur von Zentraljava und der Leiter der Eisenbahn in Zentraljava, ein Eisenbahnmuseum auf dem Bahnhofsgelände zu errichten.

## Exponate
- Touristische Zahnradbahnstrecke (außer Betrieb)
- Alte Telefone
- Alter Morsetelegraf
- Altes Mobiliar
- Alte Signale
- 22 Lokomotiven, wovon zwei betriebsbereit sind (C1218 und E1060).